# Алберт Шестерњов
Алберт Алексејевич Шестерњов (рус. Альбе́рт Алексе́евич Шестернёв; Москва, 20. јун 1941 — Москва, 5. новембар 1994) био је руски и совјетски фудбалер, играо је на позицији одбрамбеног играча. 

## Биографија
Рођен је 20. јуна 1941. године у Москви. Као дете бавио се атлетиком, био је првак престонице у млађим категоријама.
Фудбалску каријеру је започео у тиму Московске-Јарославске железнице (први тренер му је био М. М. Рожнов), затим је прешао у млађе категорије ЦСКА из Москве. Прво је играо на позицији голмана, а затим је прекомандован на место централног бека.
За први тим ЦСКА је дебитовао са 17 година, капитен је постао са 21. На првенствима СССР-а одиграо је 278 мечева и постигао 1 гол. За то време је 1970. године освојио титулу шампиона СССР-а. Међу фудбалерима ЦСКА држи рекорд по броју одиграних утакмица за репрезентацију СССР-а (90). Каријеру је завршио 1972. године због повреде колена.
Године 1961. дебитовао је на званичним утакмицама за репрезентацију Совјетског Савеза.
Био је учесник Светског првенства 1962. у Чилеу, Европског првенства 1964. у Шпанији, где је са тимом освојио сребро, Светског првенства 1966. у Енглеској, Европског првенства 1968. у Италији и Светског првенства 1970. у Мексику. На последњем турниру водио је тим као капитен.
Током каријере у националном тиму, која је трајала 10 година, одиграо је 90 утакмица за национални тим.
Постао је други играч у историји из СССР-а, после Лава Јашина, који је играо за тим света, учествујући у мечу против Бразила 1968. године. Играо је за олимпијски тим СССР-а.
Након што је завршио играчку каријеру, постао је фудбалски тренер, водио је московски ЦСКА прво као асистент а касније и као први тренер.
Био је ожењен совјетском клизачицом Татјаном Жук. Овај брак је трајао до 1973. године. Поново се оженио 1974. године. Због депресије и прекомерне употребе алкохола, преминуо је 1994. године од последица цирозе јетре, у 53. години.

## Успеси

### Репрезентација
СССР
- Европско првенство друго место: Шпанија 1964.

### Индивидуалне награде
- Најбољи тим турнира на Европском првенству: Италија 1968.
- Најбољи фудбалер Совјетског Савеза: 1970.